# Datasette

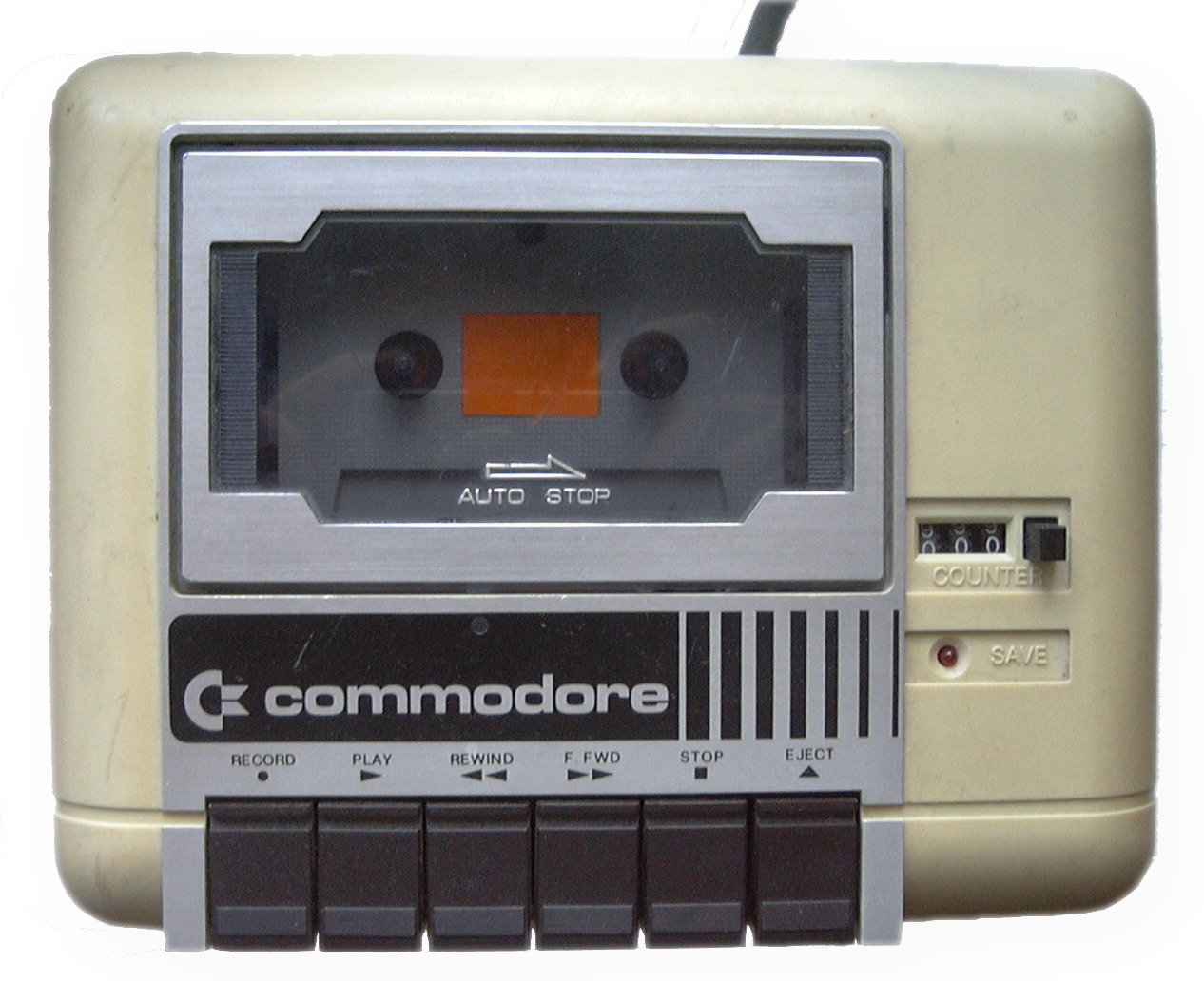
Commodore Datassette 1530

Eine Datasette (Commodore: Datassette) ist ein in den 1980er Jahren weitverbreitetes Bandlaufwerk, um Computerdaten auf herkömmlichen Kompaktkassetten (CC) zu speichern. Datasette ist ein Kofferwort aus Data (englisch für Daten) und Cassette. Die Bezeichnung stammt ursprünglich von Commodore, wurde später gelegentlich auch für ähnliche Geräte anderer Heimcomputer, u. a. von Atari, Apple, Robotron, Tandy, Sinclair, Texas Instruments und Amstrad/Schneider verwendet.

## Datenträger

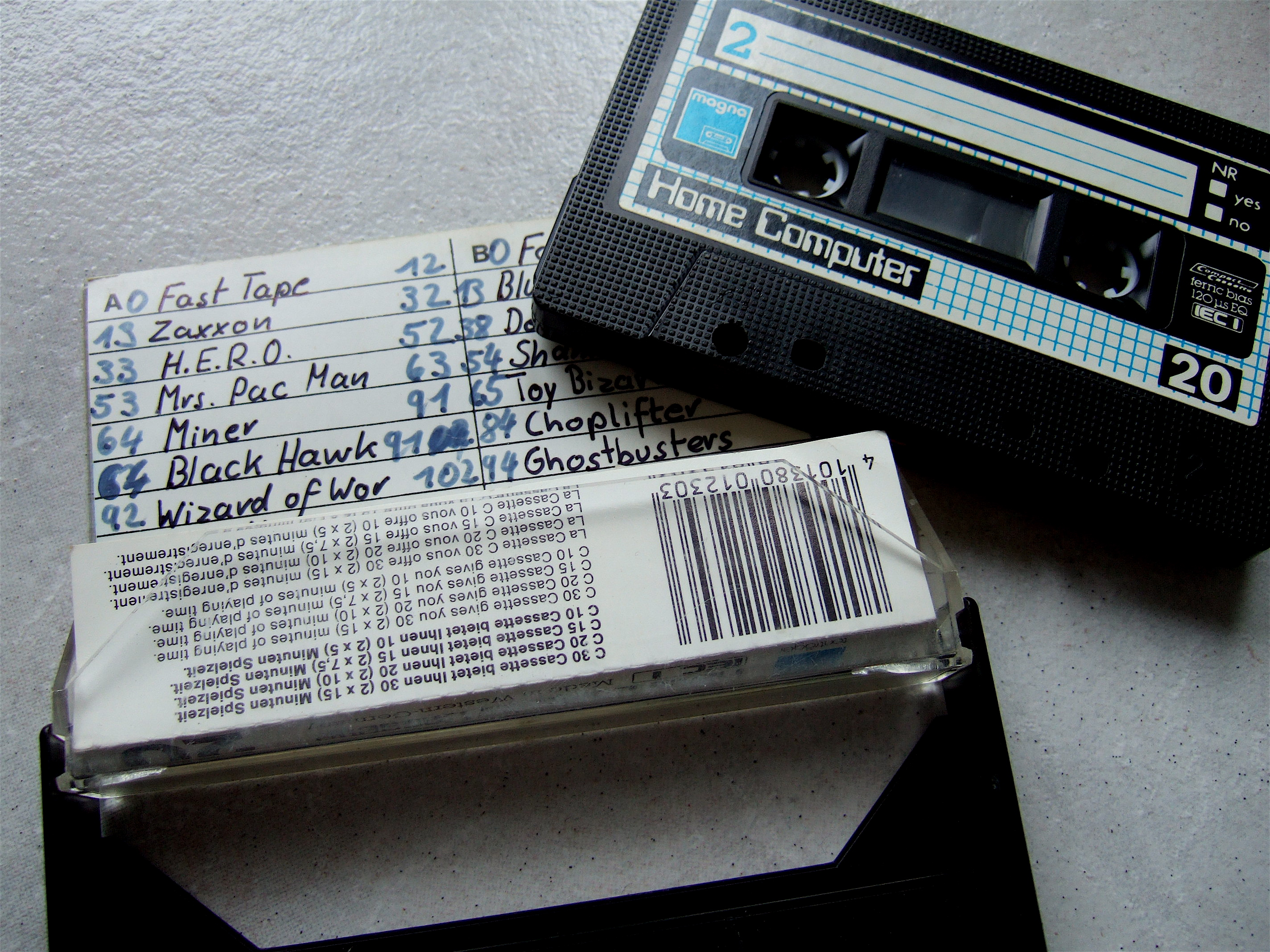
Typische Beschriftung von Kassetten-Inlays mit den Zählerständen der Datasette und den entsprechenden Computerspiele-Titeln

Es gab speziell als Datenbänder bezeichnete Kassetten (z. B. die Produkte Magna oder Computape), allerdings waren diese teuer und boten weniger Speicherplatz als herkömmliche Kassetten an, so dass meistens handelsübliche Audio-Kassetten als Daten-Kassette genutzt wurden. Auf einer herkömmlichen Kassette mit 30 Minuten können im Standardformat der Commodore-Rechner rund 100 kByte gespeichert werden. Durch die Verwendung von Ladebeschleunigern wie Turbo Tape können grob 1 MByte pro 30 Minuten Band gespeichert werden. Die Bitrate liegt im Bereich von rund 300 Bit/s bis zu knapp 5 kBit/s.

## Nachteile
Heute kommen Datasetten nicht mehr zum Einsatz, da sie den aktuellen Datenträgern in Bezug auf Kapazität und Geschwindigkeit um viele Größenordnungen unterlegen sind. Zudem sind fast alle Datasetten rein lineare Medien, bei dem Bandstellen vom Benutzer per Hand mittels langwierigem Spulen aufgesucht werden müssen; damit sind sie den Medien mit wahlfreiem Zugriff, wie etwa Disketten, Festplatten oder CD-ROMs, auch prinzipiell unterlegen.

## Varianten

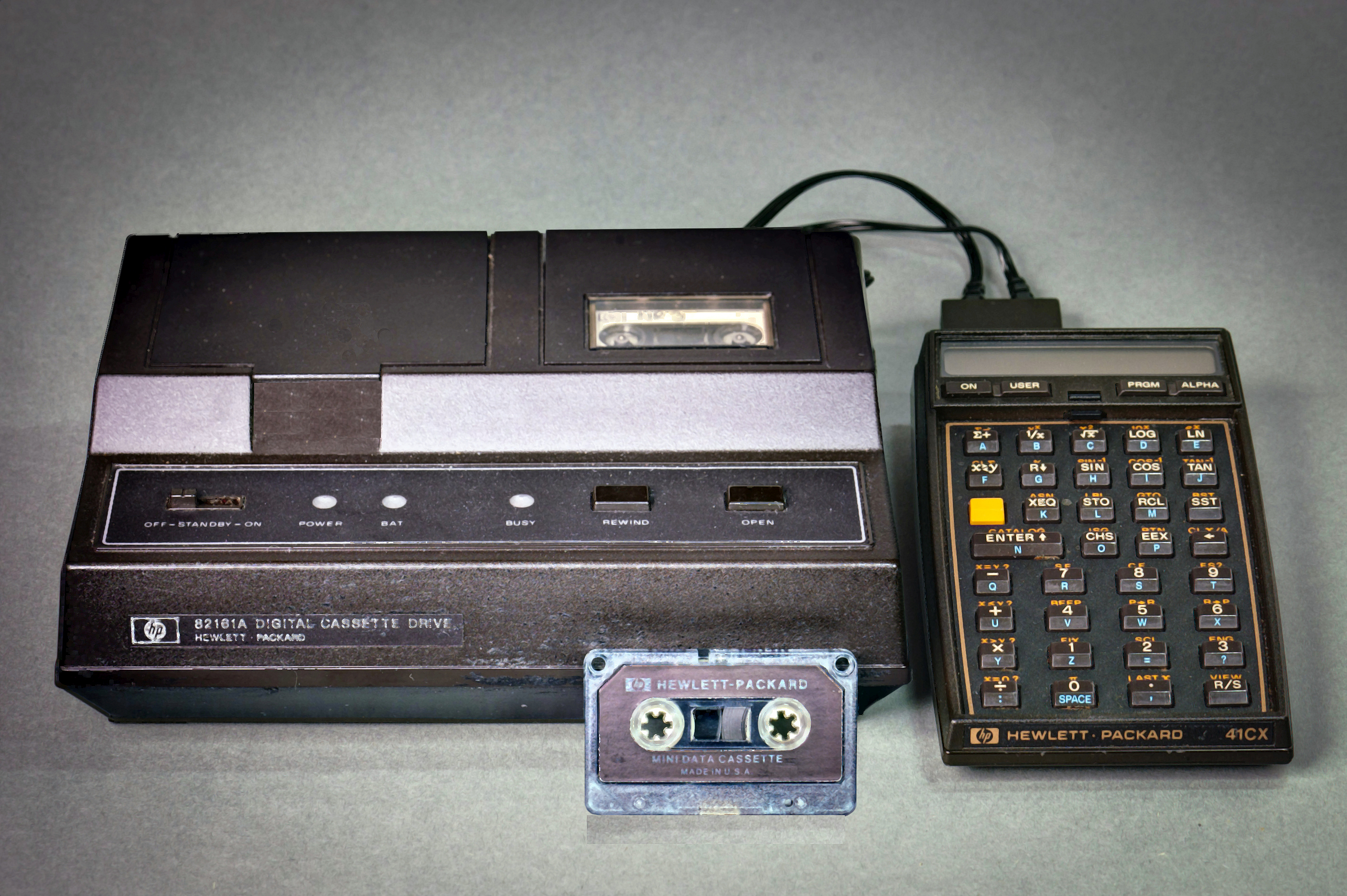
Für die programmierbaren Taschenrechner der HP-41-Serie (ab 1979) gab es eine Datasette, die über die HP-IL-Schnittstelle angeschlossen wurde

Kassettenlaufwerke mit wahlfreiem Zugriff waren nur in der mittleren Datentechnik vor allem der 1970er Jahre vertreten; als einzige Heimcomputer, die über ein Kassettenlaufwerk mit wahlfreiem Zugriff verfügten, gelten der  Philips P2000M aus dem Jahr 1980 sowie der tragbare Epson HX-20 und PX-8. Beide verwendeten die vom Hersteller für Diktiergeräte entwickelte und auf den Start-/Stopp-Betrieb ausgelegte Minikassette. Dort brachten beide etwa 170 KB an Daten unter.
Daneben gab es noch eine Reihe von Laufwerken, die spezielle Kassetten mit einem Endlosband verwendeten, etwa das MicroDrive der Firma Sinclair, oder das eher exotische Entrepo Quick Data Drive für den Commodore 64.
Entfernte Verwandte der Datasette sind Laufwerke, die Daten auf VHS-Videokassetten oder auf Video-8-Bänder abspeichern. Diese wurden wegen ihres hohen Preises nicht bei Heimcomputern verwendet, kamen aber teilweise im Profibereich zur Datensicherung großer Archive zum Einsatz, da sie für damalige Verhältnisse eine extrem hohe Speicherkapazität boten (auf einem 240-Minuten-VHS-Band konnten schon Mitte der 1980er Jahre über 2 Gigabyte gespeichert werden, was damals dem Inhalt mehrerer Dutzend Festplatten entsprach). Bandlaufwerke dieser Art werden auch als „Streamer“ bezeichnet.
Auch die ersten digitalen Synthesizer (sowie einige Analog-Synthesizer mit Speichermöglichkeit, wie der Korg Poly 61) verfügten oft über eine Buchse zum Anschluss eines Tonbandgerätes oder eines Kassettenrekorders, über die sich einzelne Presets auf Tonband oder Kassette speichern und wieder abrufen ließen.  Da vom jeweiligen Instrument selber keine Steuerung des Laufwerks vorgenommen wurde, konnte prinzipiell jedes zur Aufzeichnung von Audio geeignete Medium verwendet werden. Die in den Tonstudios verwendeten Medien variierten mit der Zeit und so wurden auch digitale Formate wie DAT, DCC und MiniDisc häufig genutzt. Liebhaber von klassischen Synthesizern speichern ihre Presets heute in der Regel über die Audioschnittstelle eines Personal Computers.
Die meistgebauten Datasetten 1530 und 1531 von Commodore sind 0,7 kg schwer und 19,5 cm breit, 5 cm hoch und 15 cm tief. Sie unterschieden sich durch Gehäusefarbe und Steckertyp voneinander. Letztere hat einen 8-poligen Mini-DIN-Rundstecker nur für den Anschluss an die Heimcomputer der Commodore-264-Serie (C16, C116 und Plus/4), bei einigen 1531-Modellen lag ein 1530-kompatibler Adapterstecker bei. Frühe Ausführungen der 1531 hatten ein anderes Chassis und Gehäuse, sie waren bis auf die Farbgebung baugleich mit dem im PET 2001 neben der Tastatur intern verbauten Kassettenlaufwerk.

## Technik

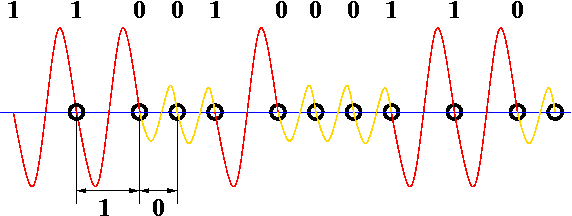
Signalverlauf einer beispielhaften Datenfolge bei der Commodore Datassette

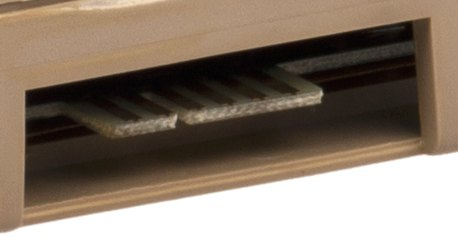
Datasetten-Anschluss des Commodore 64

Zum Bau einer Datasette werden das Laufwerk, der Vorverstärker und die Tonköpfe eines normalen Musik-Kassettenrekorders verwendet, auf Lautsprecher und Mikrofon wird verzichtet. Als zusätzliches Element besitzt sie einen Demodulator, welcher in diesem Fall ein Schmitt-Trigger ist und zur Ermittlung der Nulldurchgänge des empfangenen Signals dient.
Die Daten werden meist mit einer modifizierten Frequenzumtastung auf dem Band gespeichert, wie in nebenstehender Abbildung dargestellt. Bei dieser Aufzeichnung trägt die Amplitude keine Information. Beim Lesen und zum Dekodieren wurden nach dem Schmitt-Trigger die zeitlichen Abstände zwischen den positiven bzw. negativen Nulldurchgängen des Signals über Timer-Bausteine wie den MOS Technology CIA (6526) ausgemessen und aus dieser Zeitinformation die Dateninformation zurückgewonnen. In nebenstehender Skizze sind die für die Datenrekonstruktion wichtigen negativen Nulldurchgänge des Signals als schwarze Kreise auf der Mittellinie eingezeichnet. Je nach zeitlichem Abstand können so die beiden Werte logisch-1 und logisch-0 unterschieden werden.
Die so einzeln empfangenen Bits werden dann in ein Schieberegister geschoben und am Anfang einer Datenübertragung fortlaufend mit speziellen Bitsequenzen zur Synchronisation verglichen. Das erste Byte einer solchen Sequenz zur Synchronisation des Blockanfangs wird als Lead-In-Byte bezeichnet, gefolgt von mehreren Sync-Bytes, welche dazu dienen, mögliche Gleichlaufschwankungen des Bandes durch Abstimmung der Timer zu kompensieren. Beispielsweise verwendet der am Commodore 64 verwendete Schnelllader Turbo Tape 64 als Lead-In-Byte 0x02, gefolgt von der Sync-Sequenz 0x08, 0x07, 0x06, 0x05, 0x03, 0x02, 0x01. Danach folgten die eigentlichen Nutzdaten.
Geräte der Firma Atari verwendeten eine direkte Frequenzumtastung. Statt die Nulldurchgänge des Signals zu erkennen und deren Zeitabstand zu messen, wurden beim Abspielen zwei feststehende Frequenzen, die für die Bitwerte 0 und 1 standen, mittels Bandpassfiltern aus dem Audiosignal herausgefiltert und in ihrer Amplitude verglichen; das jeweils stärkere Signal bestimmte den von der Atari-Datasette ausgegebenen Logikpegel. Schnelllade-Programme ließen sich mit den Atari-Datasetten nicht nutzen, da die meisten Eigenschaften des Aufzeichnungsformats durch die Hardware der Geräte unveränderlich vorgegeben waren.
Für manche Computermodelle (u. a. Apple II, die Sinclair-Modelle und die Homecomputer KC 85 aus DDR-Produktion) gab es keine passenden speziellen Datasetten vom selben Hersteller. Stattdessen konnte jeder handelsübliche Audio-Kassettenrekorder über die Ton-Ein- und Ausgänge angeschlossen werden, der Demodulator befand sich in diesem Fall im Computer selbst.
Auch beim ursprünglichen IBM-PC sowie beim IBM PCjr war ein Datasettenport vorhanden, welcher wie der Tastaturport als 5-poliger weiblicher DIN-Rundsteckeranschluss ausgeführt war. Allerdings galten Kassetten als Speichermedien bereits zur Einführung des IBM-PC für das angepeilte Marktsegment als veraltet; außerdem konnte nur über das interne ROM-Basic des IBM-PC direkt auf die Datasette zugegriffen werden, nicht aber über das wesentlich mächtigere und meist eingesetzte DOS. Aus diesen Gründen wurde das Interface kaum genutzt und es entstand, anders als bei früheren Kleincomputern, kein Markt für vorbespielte Programmkassetten. Bereits beim unmittelbaren Nachfolger, dem IBM PC XT, wurde die Schnittstelle nicht mehr verwendet. Seitens des PC-BIOS war die Programmierschnittstelle für Anwendungsprogramme sehr einfach gehalten und bestand aus vier Funktionen des Software-Interrupts 15h. Diese ermöglichten, den Laufwerksmotor zu starten (Funktion 00h, AH=00h), zu stoppen (Funktion 01h, AH=01h) sowie das Lesen (Funktion 02h) und Schreiben (Funktion 03h) einer bestimmten Anzahl von Bytes auf das Band, welche in CX angegeben werden musste. In ES:BX war der Zeiger auf die Speicheradresse des Datenpuffers zu nennen. Da DOS – im Gegensatz zum Handling von Diskettenlaufwerken – keine weiteren Routinen für die Datasette bot, standen lediglich die Lowlevel-Zugriffsroutinen des BIOS für die Nutzung der Schnittstelle durch Programmierer und Anwender zur Verfügung, welche eigene Wege für die Verwaltung der Rohdaten auf den Kassetten finden mussten.
Nach dem Verschwinden der Datasetten-Schnittstelle wurde bei den PC-Nachfolgern der Interrupt 15h für andere Zwecke verwendet. Beim PC AT konnte ein versuchter Aufruf der Datasettenroutinen sogar zum Systemabsturz führen.
Zur Aufzeichnung und zum Auslesen von Daten ist es wichtig, dass der Tonkopf richtig justiert ist. Verwendet wurde typischerweise nur eine Monospur mit einer typischen Bandbreite von rund 10 kHz. Eine Ausnahme sind die Geräte von Atari, die auf einer Stereospur die Daten, auf der anderen eine Musikspur zur Untermalung des Ladevorgangs unterbrachten. Gleichlaufschwankungen, die vom Antrieb und der Kassette herrühren, wurden entweder durch eine entsprechend geringe und somit robustere Datenrate, oder bei einigen Schnellladern durch spezielle, laufend wiederholte Synchronisations-Sequenzen zur Laufzeit kompensiert, welche je nach Verfahren auch innerhalb von Datenblöcken wiederholt wurden.
Vereinzelt erschienen Computerzeitschriften mit einer zwischen den Seiten beigelegten Schallfolie, die auf Kassette übertragen eine von der Datasette einlesbare Aufzeichnung erzeugte, wobei sich ein Einspur-Tonkopf für monophone Aufzeichnungen besser eignete, sofern der verstärkte Lautsprecher-Ausgang des Plattenspielers einen als Datasette gebrauchten gewöhnlichen Audio-Kassettenrekorder ersetzen konnte. Dedizierte Datasetten-Geräte hatten keine Audio-Anschlüsse und benötigten nicht die 44-kHz-Bias zur Vormagnetisierung, da die modulierten Signale nur feste Pegel ohne jegliche Dynamik besaßen.

## Anwendungen
Gespeichert werden kann, je nach Heimcomputer, in verschiedenen Dateiformaten. Selbstgeschriebene Programme wurden häufig als eine einzelne BASIC-Datei gespeichert. Kommerzielle Programme und Spiele bestanden, ebenso wie Diskettenprogramme, in der Regel aus mehreren Dateien (Titelgrafik, weitere Level), die dann nachgeladen wurden und oft in Maschinensprache gespeichert waren. Auf der Rückseite der Kassette befand sich häufig eine identische Kopie des Spiels oder weitere Level.
Emulatoren verwenden fast nur Kassettenabbilder, wie .TAP und .T64, seltener auch echte Tondateien wie .WAV.
In der Fernsehsendung WDR Computerclub wurden Audiosignale als sogenannter Hard-Bit-Rock in BASICODE gesendet, die man aufnehmen und per Datasette einlesen konnte.

## Galerie

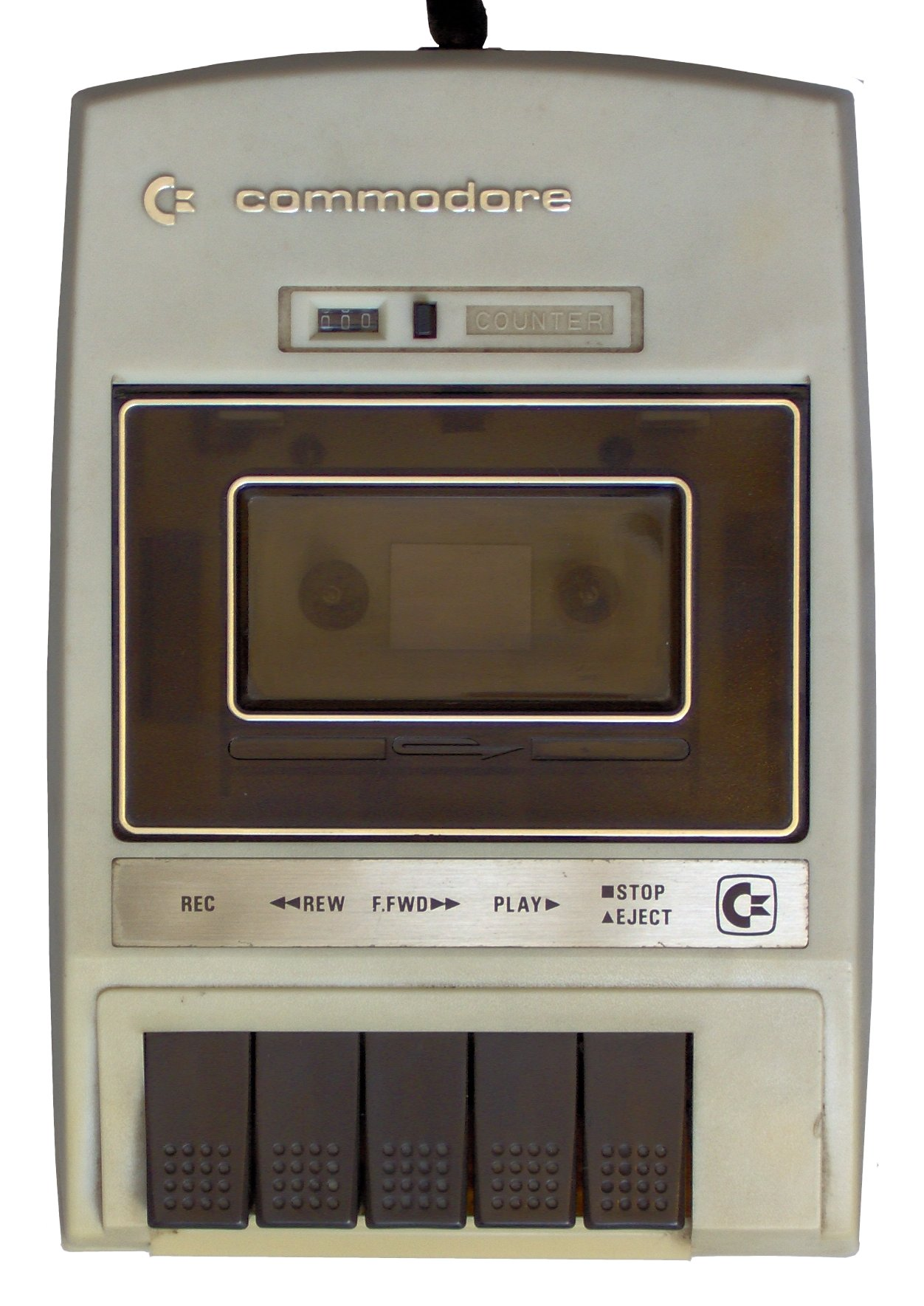
Zweite Version der Commodore-Datassette
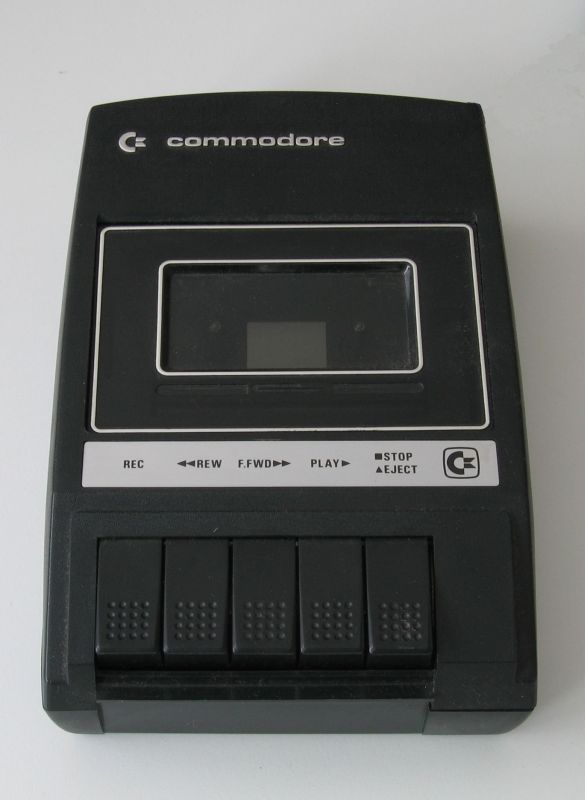
Datasette für Commodore CBM 3008 (1982)
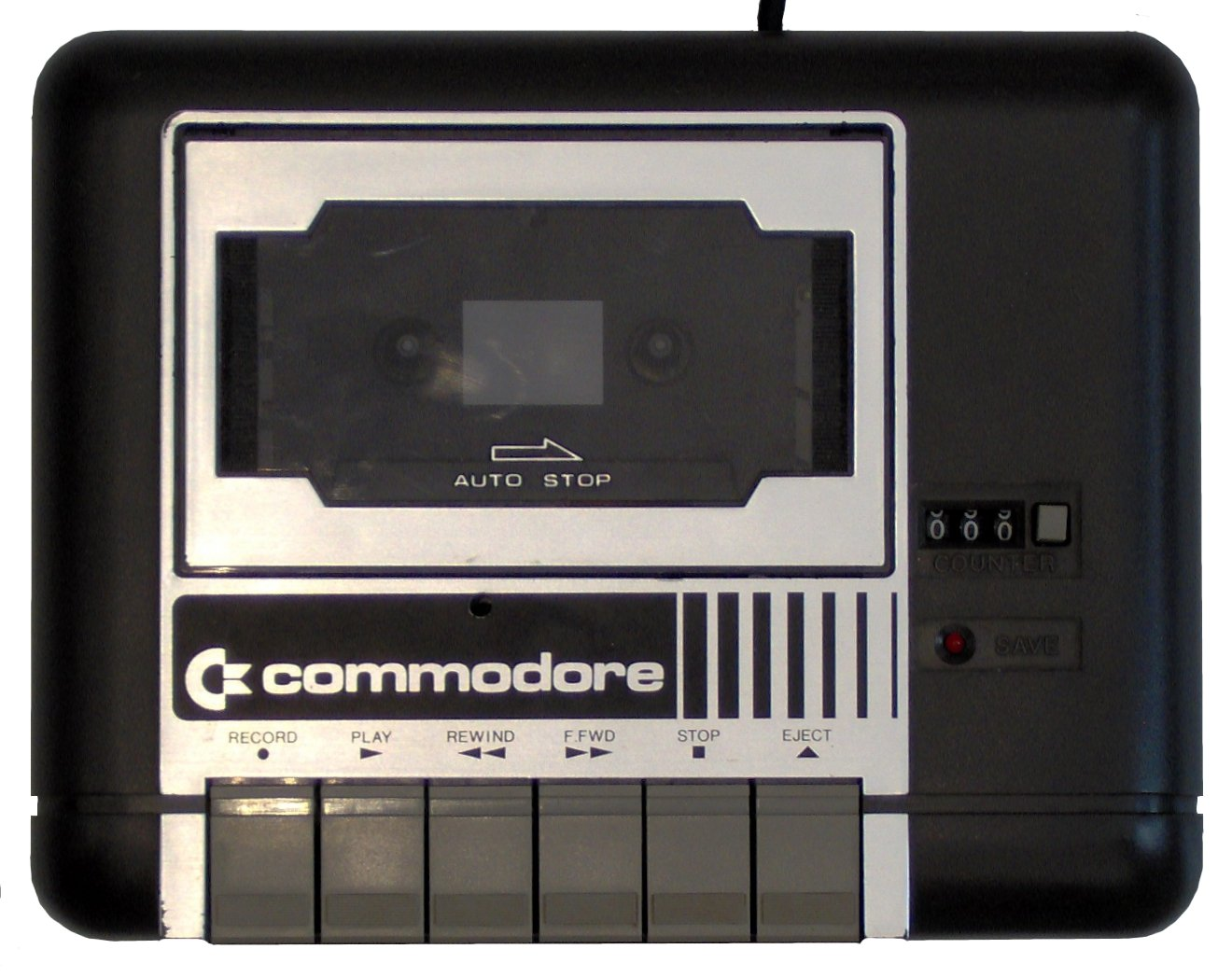
Datassette Commodore 1531
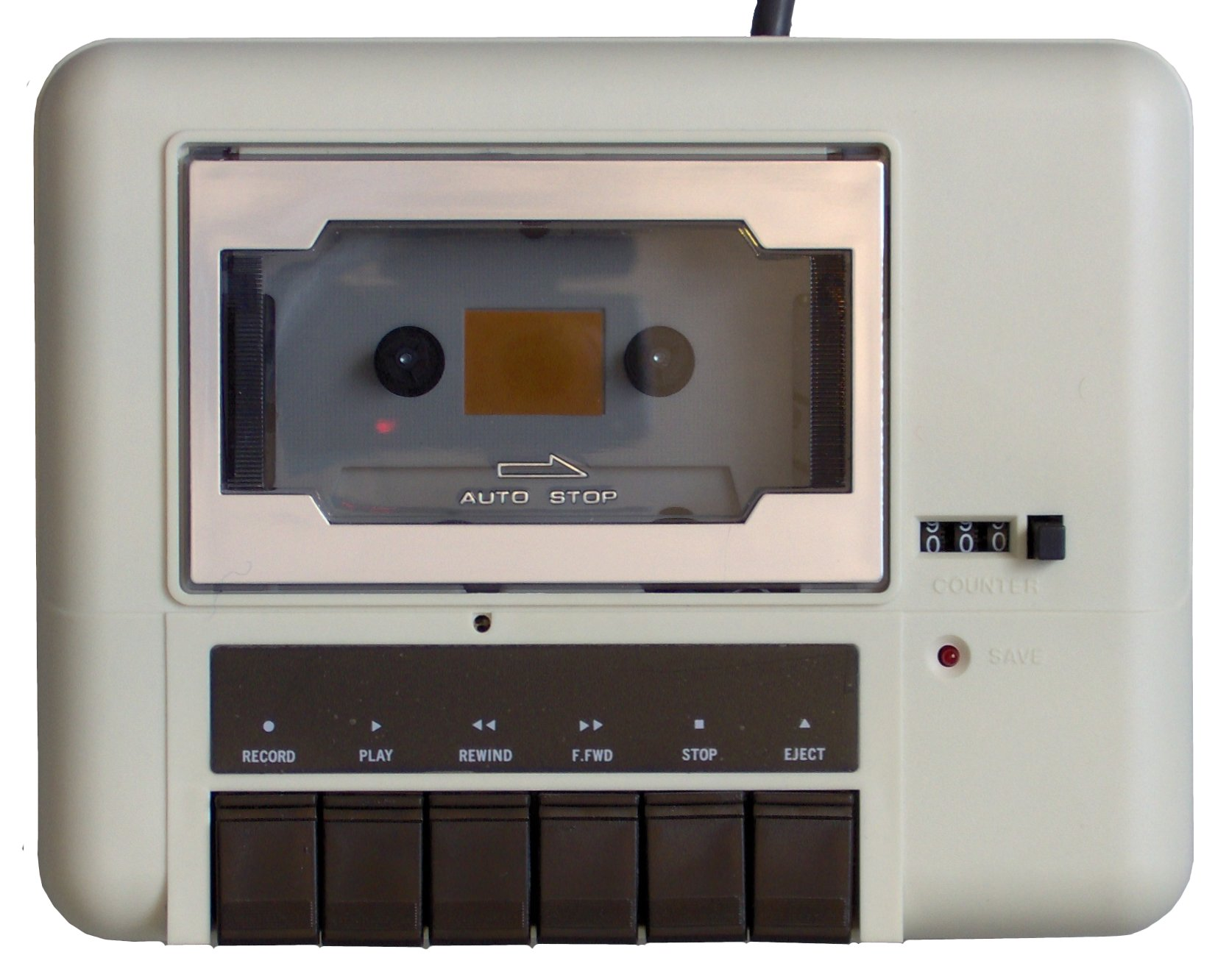
Eine Clone-Version der Commodore-Datassette
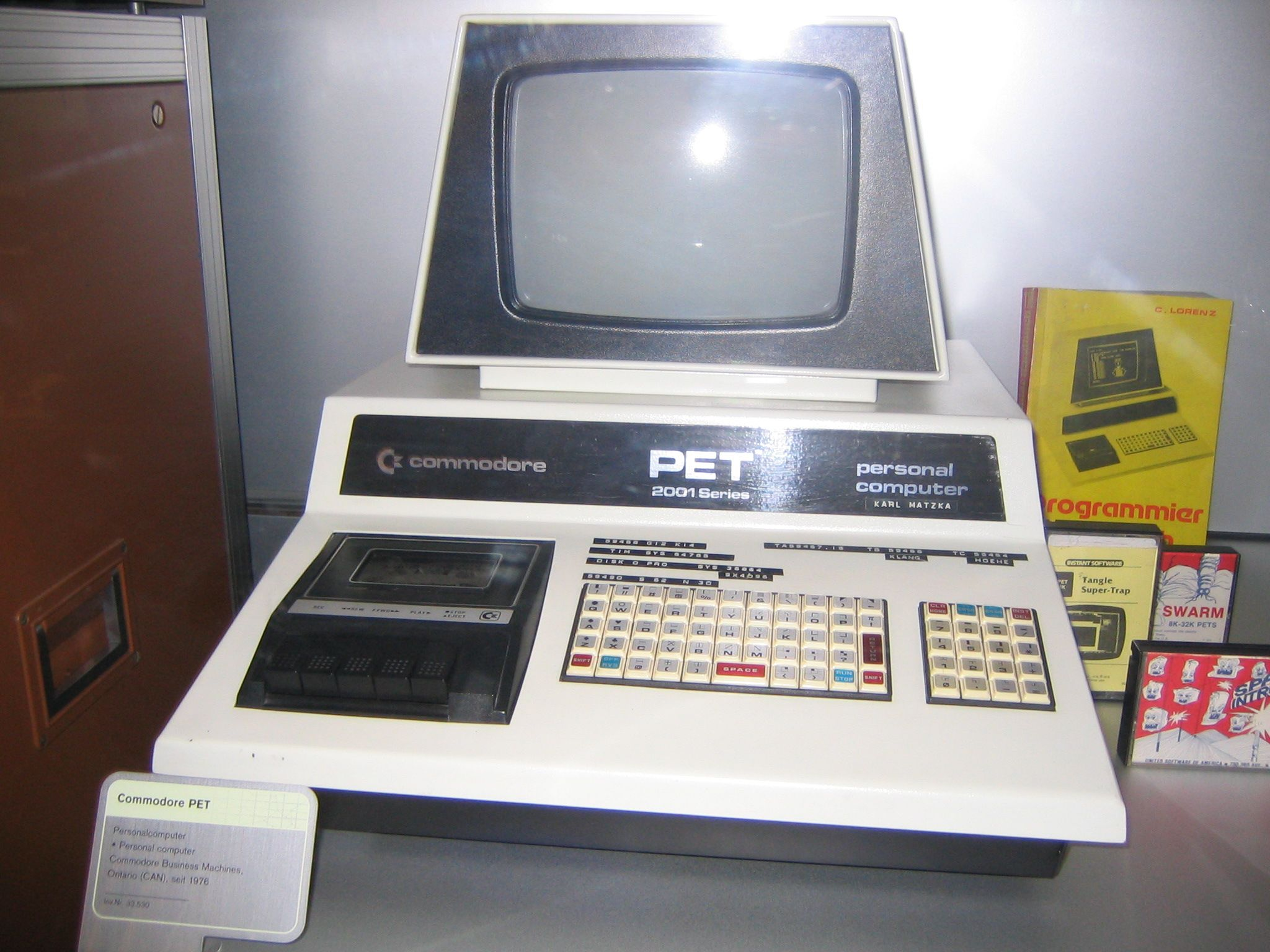
Commodore PET (Bürocomputer) mit integrierter Datassette
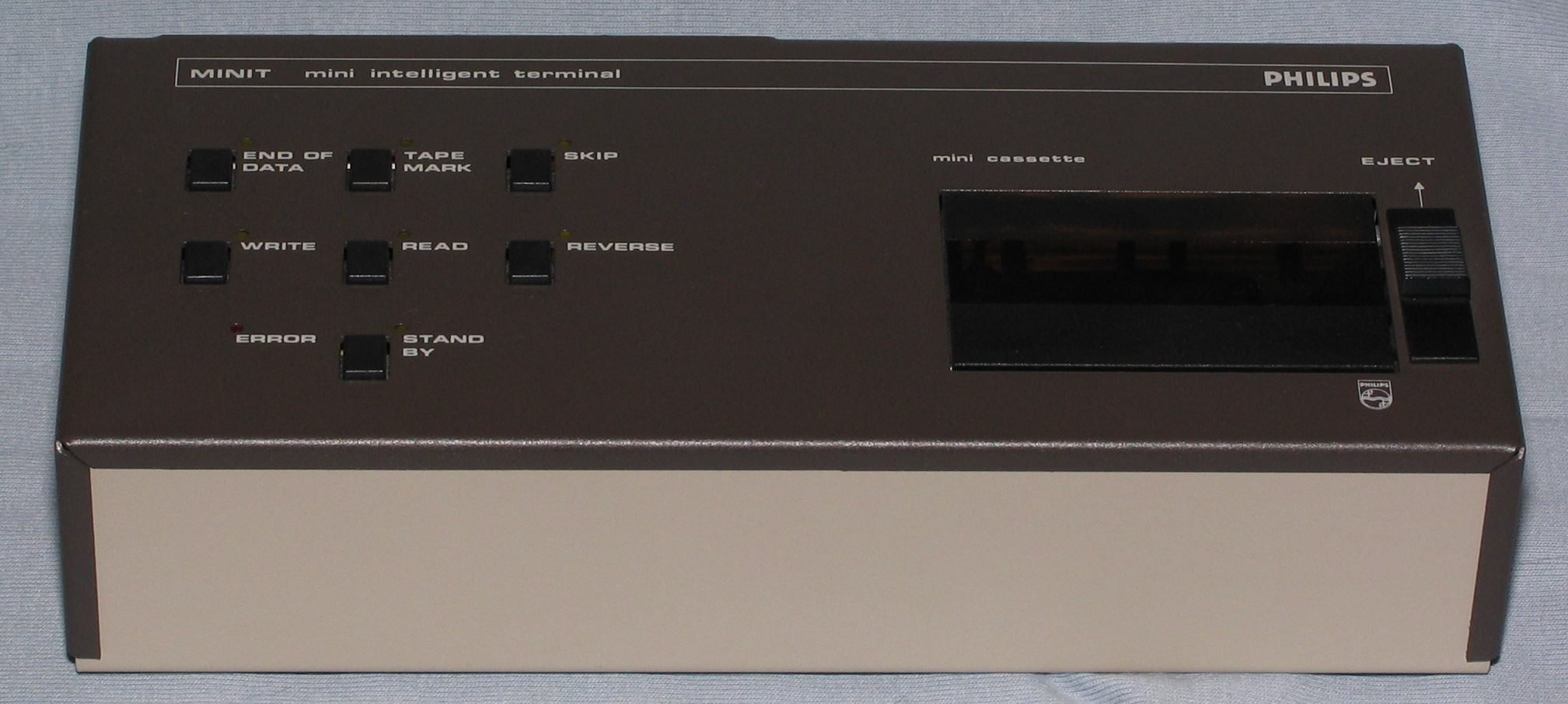
Luxusausführung für den Bürobereich
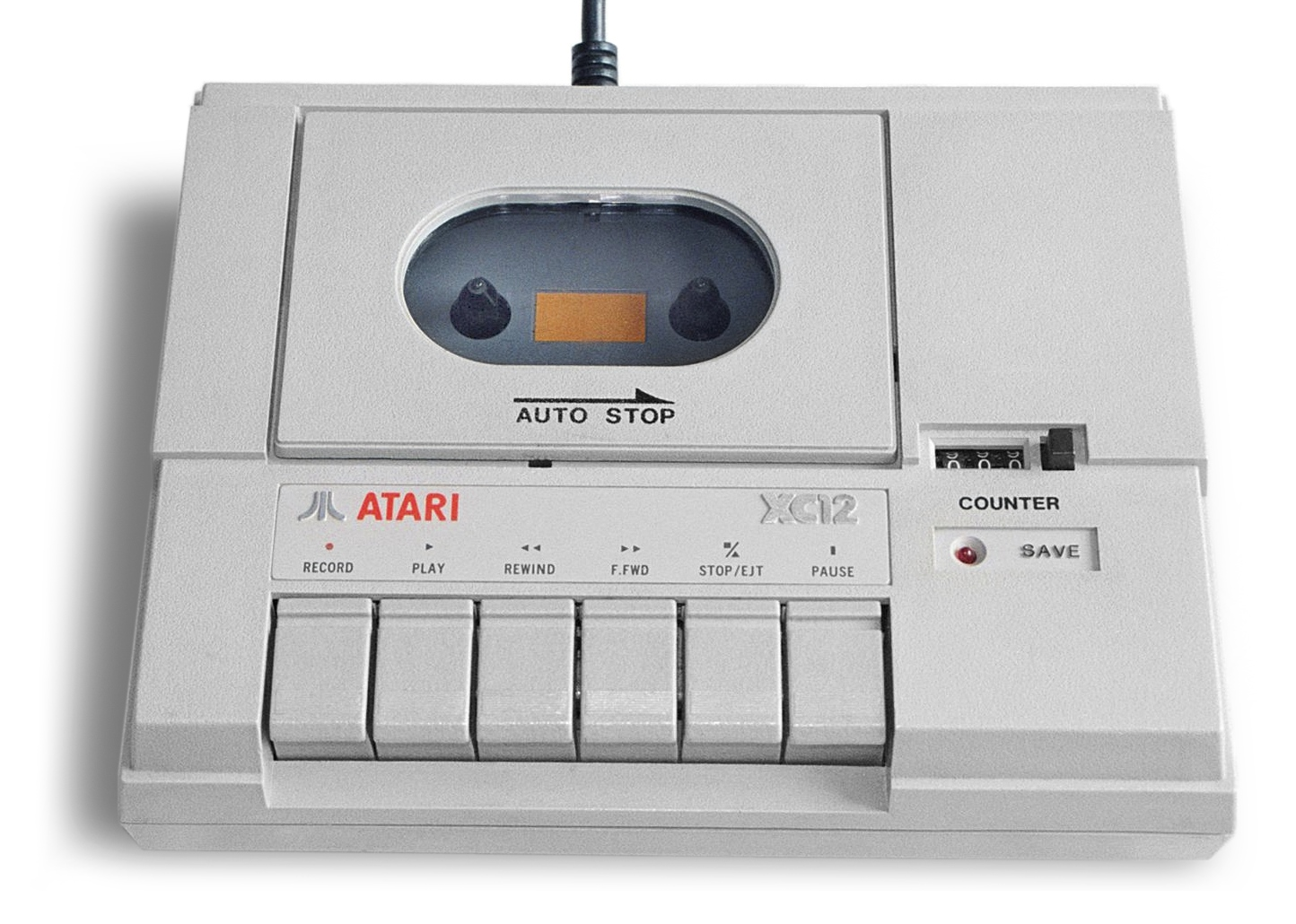
Atari-Datasette XC 12
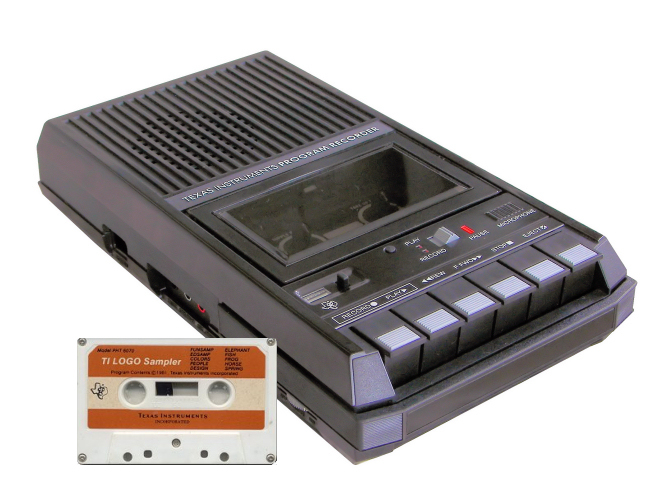
TI-Programmrekorder von Texas Instruments
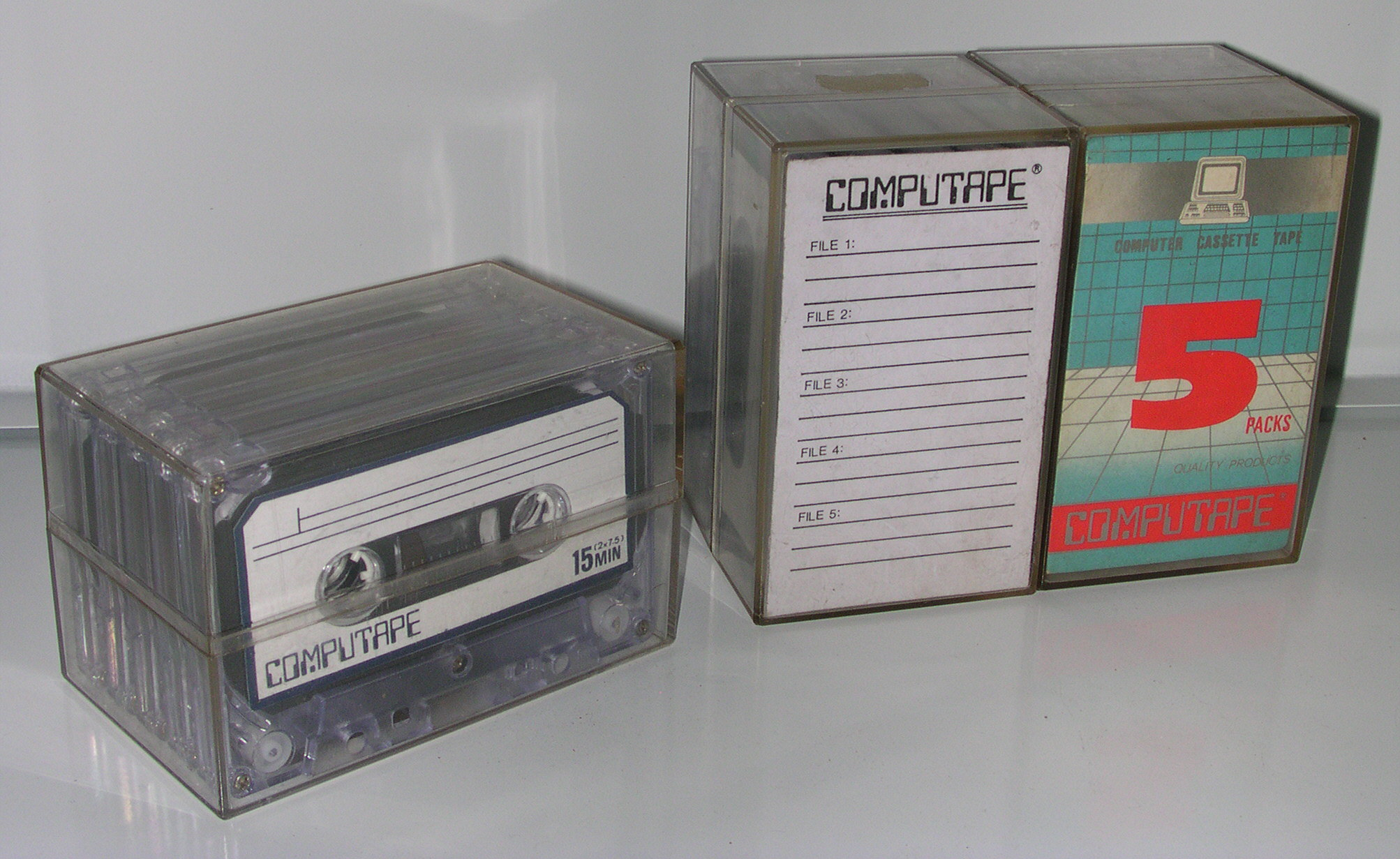
Kompaktkassetten, die speziell für Datasetten hergestellt wurden; hier von der Firma Computape
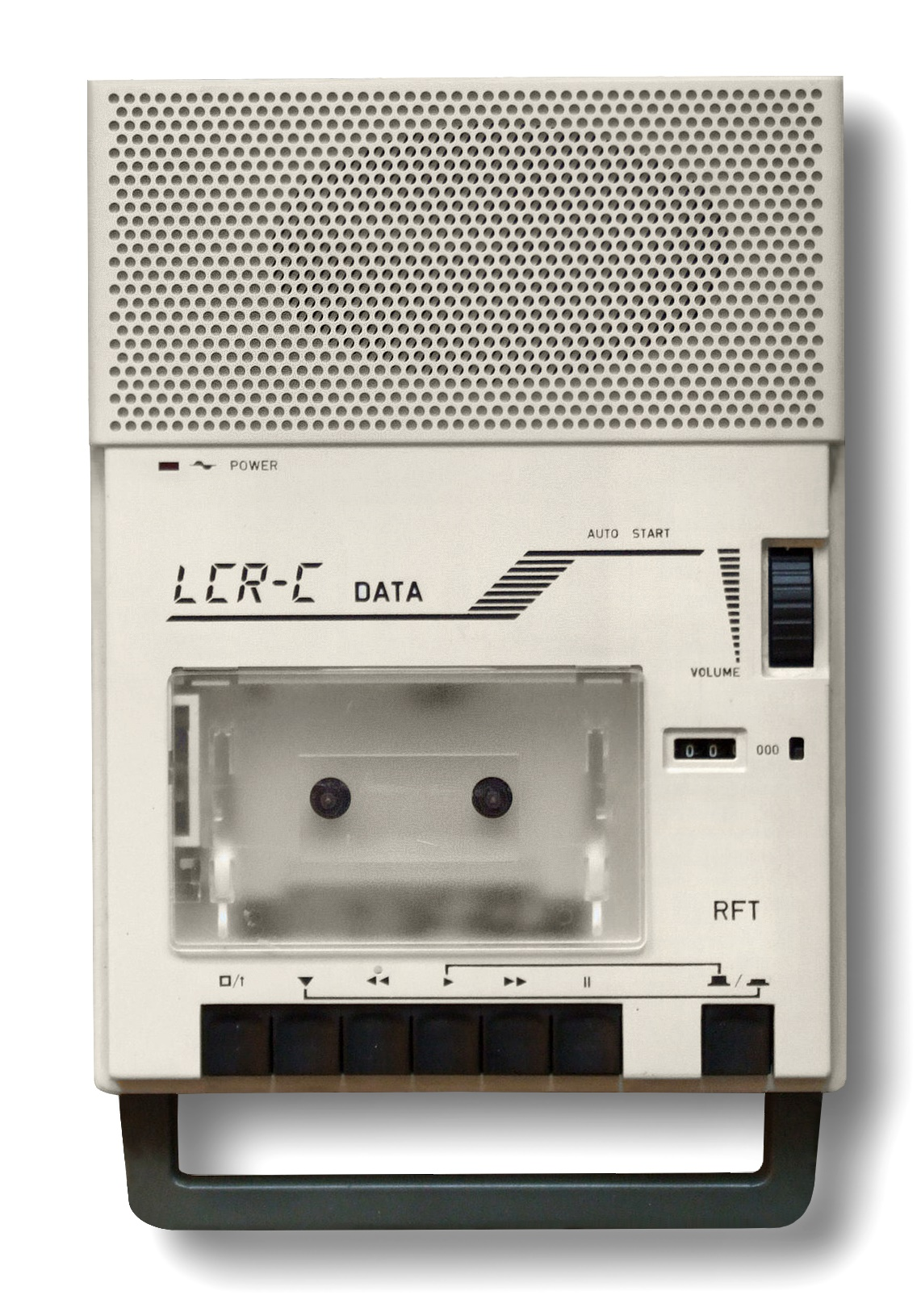
Datasette aus der DDR speziell für Kleincomputer